# Wederik van Avesnes
Wederik van Leuze en Condé (ca. 1020 - 1076), bijgenaamd met de Baard, ook wel Wederik II met de Baard van Avesnes, was een zoon van Wederik de Rode, die in het begin van de 11e eeuw een gevreesd vazal was van Reinier V van Henegouwen in het gebied van Avesnes-sur-Helpe.

## Ontstaan heerlijkheid Avesnes
Wederik de Rode was een avonturier, die al plunderend rondtrok door Vlaanderen en Henegouwen. Hij maakte onder meer Geraardsbergen, Lessen, Aalst en Chièvres afhandig van zijn schoonvader. Om hem te neutraliseren stond de graaf van Henegouwen aan Wederik de Rode de streek rond Avesnes-sur-Helpe toe.

## Wederik met de Baard
Wederik vestigde zich in Grand-Fayt en liet er een kasteel bouwen. Rond 1066 liet hij ook een vesting bouwen in Avesnes-sur-Helpe en verwierf daartoe ook een aantal bezittingen van de abdij van Liessies. Hierover was een hooglopend conflict tussen Wederik en de monniken. De monniken openden zelfs de tombe van Hiltrude, dochter van de stichter, en nemen haar in lood verpakte testament daaruit om hun rechten te kunnen bewijzen. Wederik pakte het testament van de monniken af en wierp het in het vuur. Later kreeg hij echter berouw en werd uiteindelijk zelfs in de abdij van Liessies begraven.

## Kinderen
Wederik was gehuwd met een onbekende vrouw en was de vader van:
- Diederik, ovl. 1106, gehuwd met Ada van Ramerupt, weduwe van Godfried van Guise en Wouter van Ath. Diederik en Ada waren weldoeners van de abdij van Lessies en Ada nam als weduwe daar haar intrek.
- mogelijk Gerard, gesneuveld 1102, deelnemer aan de Eerste Kruistocht, in 1099 gevangengenomen door de Arabieren bij Arsuf (bij Herzliya) maar vrij gelaten. Werd heer van Hebron (Westelijke Jordaanoever), sneuvelde tijdens een veldtocht onder Boudewijn I van Jeruzalem.
- Ada (1054-1076), gehuwd met Fastrad I van Oisy.

## Voorouders

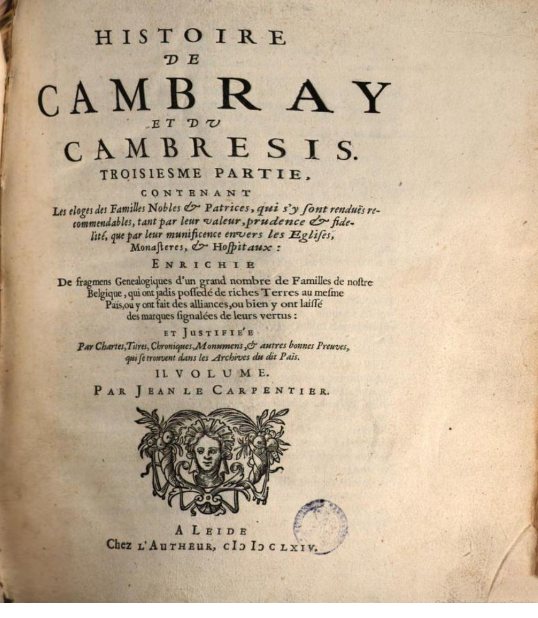
Jean le Carpentier: Histoire de Cambray, et du Cambresis contenant les eloges des familles nobles patrices..., Leiden 1664. Chez l'Autheur.

Zoals vermeld was Wederik de Rode, vader van Wederik met de Baard. Ouders van Wederik de Rode waren:
- Guerry van Morvois
- Ava van Ostrevant
  - Adelbert van Ostrevant
    - Adelbald van Ostrevant
      - Hucbold van Ostrevant
      - Helwig van Friuli (ca. 890 - 936)

  - Regina